# Valmont (Mosella)
Valmont è un comune francese di 3 345 abitanti situato nel dipartimento della Mosella nella regione del Grand Est.

## Società

### Evoluzione demografica
Abitanti censiti